# 枢密院 (日本)
枢密院（すうみついん、旧字体：樞密院）は、枢密顧問により組織される天皇の諮詢機関。憲法および憲法付属の法令、緊急勅令、条約等について天皇の諮問に応ずる機関でその性質上「憲法の番人」とも呼ばれた。1888年（明治21年）に大日本帝国憲法草案審議のために創設され、1947年（昭和22年）5月2日、翌日の日本国憲法施行に伴い廃止。略称は枢府（すうふ）。議長は枢相（すうしょう）とも呼ばれた。

## 沿革

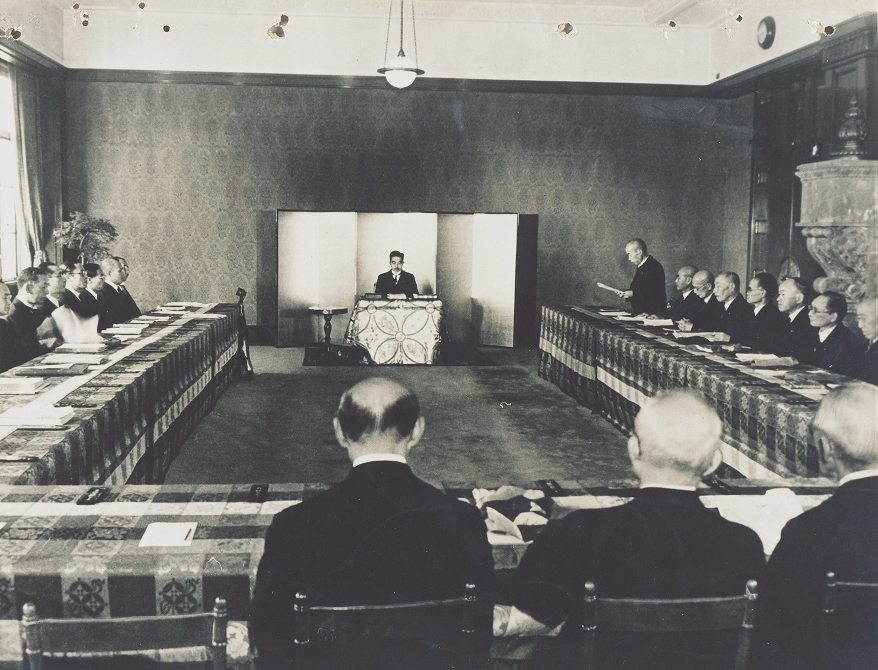
1946年（昭和21年）10月29日、「修正帝国憲法改正案」（日本国憲法案）を全会一致で可決した枢密院本会議の模様。

1888年（明治21年）に憲法草案審議を行うため、枢密院官制及事務規程（明治21年4月30日勅令第22号）に基づいて創設され、1889年（明治22年）に公布された大日本帝国憲法でも天皇の最高諮問機関と位置付けられた。初代議長は、伊藤博文。
国政に隠然たる権勢を誇り、政党政治の時代にあっても、藩閥・官僚制政治の牙城をなした。しかし1931年（昭和6年）の満州事変以後、軍部の台頭とともにその影響力は低下。日本国憲法施行により、前日の1947年（昭和22年）5月2日限りで廃止された。

## 構成

### 組織

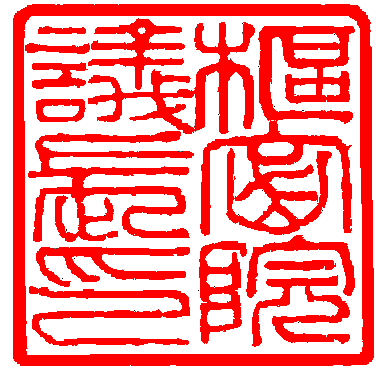
枢密院議長の公印

枢密院は議長1人（親任官）、副議長1人（親任官）、顧問官（親任官）をもって機関体を構成した（枢密院官制2条・3条）。顧問官の数は24-28人（初め12人以上、1890年（明治23年）に25人、1903年（明治36年）に28人、1913年（大正2年）には24人）であった。
議長、副議長、顧問官の任用資格は40歳以上で（枢密院官制4条）、“元勲練達の人を選ぶ”ことを例とした。枢密院議長の宮中席次は第3位で大勲位・内閣総理大臣に次ぎ、国務大臣・元帥・朝鮮総督などよりも上であった。後に「重臣会議」が成立すると枢密院議長も重臣に加えられた。
このほか、各国務大臣が「顧問官」として議席を有し、表決に参加する権限を有した（枢密院官制11条前段）。
国務大臣が採決に参加できるという規定はかえって内閣に不利に働いた。内閣と他の枢密院顧問官が対立した場合、定数からいって内閣の意見は否決されがちであった。また、内閣が枢密院の決定に反対し続けると自ら参加した採決の結果に従わないこととなり筋が通らないこととなってしまうからである。
また、在京の成年以上の親王も議席を有した（明治21年5月18日勅旨）。会議に参加する皇族は「成年の皇族」ではなく「成年の親王」であった。そのため、明治憲法の審議時点では有栖川宮熾仁親王らが審議に加わっていたが、その後は審議に参加せず、戦前戦中においては、昭和天皇の弟宮である秩父宮・高松宮・三笠宮の三人と閑院宮載仁親王（親王宣下による）が該当したが、全員が現役軍人だったこともあり、皇族の出席はなかった。しかし戦後になり1945年9月12日の本会議に高松宮・三笠宮の二人が出席した。
なお、明治時代には山縣有朋・大山巌など現役軍人の顧問官もいたが、大正時代以後にそういう任用はなくなった。1946年（昭和21年）、（大日本帝国憲法を改める形で）日本国憲法の草案審議をしていた6月8日の枢密院本会議に（30代になったばかりの）三笠宮崇仁親王が皇室議員として出席し発言している。

### 補助機関
補助機関として書記官長1人（勅任官）および書記官3人（奏任官）が置かれた（枢密院官制2条・3条）。

## 地位
枢密院の地位は、1.輔弼機関としての地位、2.皇室機関としての地位、3.権限裁判所としての地位の3つに分けられた。このうち中央行政官庁としての性質を有する地位は権限裁判所としての地位のみである。

### 輔弼機関としての地位
大日本帝国憲法第56条では枢密院官制の定めるところにより天皇の諮詢に応え重要な国務に関し審議すると規定された。伊藤博文は枢密院を「内閣とともに憲法上最高の輔翼」と定義した。
枢密院設置時点において。枢密院官制6条の規定により、枢密院に対して諮詢せられるべき事項とされたのは以下の通りである。
1. 憲法及び憲法に附属する法律の解釈に関し及び予算その他会計上の疑義に関する争議
2. 憲法の改正又は憲法に附属する法律の改正に関する草案
3. 重要なる勅令
4. 新法の草案又は現行法律の廃止改正に関する草案・列国交渉の条約及び行政組織の計画
5. 前諸項に掲げるもののほか行政又は会計上重要の事項に付き特に勅命を以て諮詢されたとき又は法律命令に依って特に枢密院の諮詢を経ることを要するとき

枢密院官制及事務規程中ノ改正（明治23年勅令第216号）により諮詢せられるべき事項は次のようになった
1. 皇室典範に於て其權限に屬せしめたる事項
2. 憲法の條項又は憲法に附屬する法律勅令に關する草案及疑義
3. 憲法第14條戒嚴の宣告同8條及第70條の勅令及其他罰則の規定ある勅令
4. 列國交渉の條約及約束
5. 樞密院の官制及事務規程の改正に關する事項
6. 前諸項に掲くるものの外臨時に諮詢せられたる事項

上記の諮詢事項には、文官制度は含まれていない。しかし1899年（明治32年）、山県内閣は、文官任用令の改正（自由任用を廃止して政党員の文官への就任を阻止するもの）、「臨時に諮詢」により、枢密院に諮詢し、かつ、以後、文官任用令が自由任用できるように改正されることのないように御沙汰書の形で文官制度、教育に関する勅令、各省官制を諮詢するものとした。
樞密院官制中改正ノ件（昭和13年勅令第774号）により更に改正された。
1. 皇室典範及皇室令に於て樞密院の權限に屬せしめたる事項竝に特に諮詢せられたる皇室令
2. 帝國憲法の條項に關する草案及疑義
3. 帝國憲法に附屬する法律及勅令
4. 樞密院の官制及事務規程の改正
5. 帝國憲法第8條及第70條の勅令
6. 國際條約の締結
7. 帝國憲法第14條の戒嚴の宣告
8. 教育に關する重要の勅令
9. 行政各部の官制其の他の官規に關する重要の勅令
10. 榮典及恩赦の基礎に關する勅令
11. 前各号に掲げたるものの外特に諮詢せられたる事項

枢密院は施政に関与することができず（枢密院官制第8条）、大臣以外と公務上の交渉を行うことを禁じられていた（枢密院事務規程第3条）。

### 皇室機関としての地位
旧皇室典範で枢密院は皇族会議とともに皇族自治の機関として位置づけられていた。
旧皇室典範等で枢密院が諮詢に応えることとされた事項は以下の通りである。
1. 皇位継承の順序変更について天皇の諮詢に応えること（旧皇室典範9条）
2. 太傅の選任について摂政の諮詢に応えること（旧皇室典範27条）
3. 太傅の退職について摂政の諮詢に応えること（旧皇室典範29条）
4. 世伝御料に編入する土地物件について天皇の諮詢に応えること（旧皇室典範46条）
5. 皇室典範の条項の改正又は増補について天皇の諮詢に応えること（旧皇室典範62条）
6. 皇族の臣籍降下について天皇の諮詢に応えること（旧皇室典範増補5条）
7. 皇族の失踪宣告について天皇の諮詢に応えること（皇族身位令21条）
8. 元号の制定について天皇の諮詢に応えること（登極令2条）

また、諮詢を待たずに枢密院が進んで議決できるとされた事項は以下の通りである。
1. 天皇が久しきにわたる故障によって摂政を置くべき場合の決定（旧皇室典範19条）
2. 摂政または摂政たるべき者に精神若しくは身体の重患又は重大な事故がある場合の順序の変更（旧皇室典範25条）

### 権限裁判所としての地位
行政裁判法20条2項は行政裁判所と通常裁判所又は特別裁判所との間の権限争議の裁定は権限裁判所が行うとし、同法の45条は権限争議の裁定は権限裁判所が設けられるまで代わって枢密院が裁定するとしていた。
枢密院の権限裁判所としての地位は合議制の中央行政官庁としての地位とされた。しかし、行政裁判法45条で勅令で定めるとされた裁定の手続が未制定だったため、裁定の権限は有するが権限の実行はできない状態だった。
なお、行政裁判法45条で予定されていた本来の権限裁判所の設置については、第4回帝国議会に権限争議裁判法案が提出され、貴族院特別委員会では可決されたが本会議で否決され成立しなかった。その後、権限裁判所の構成等を定める権限裁判法案が第14回帝国議会に提出される予定だったが再三延期され、第16回帝国議会に提出されて貴族院を通過して衆議院に送られたが成立に至らずに終わった。

## 会議

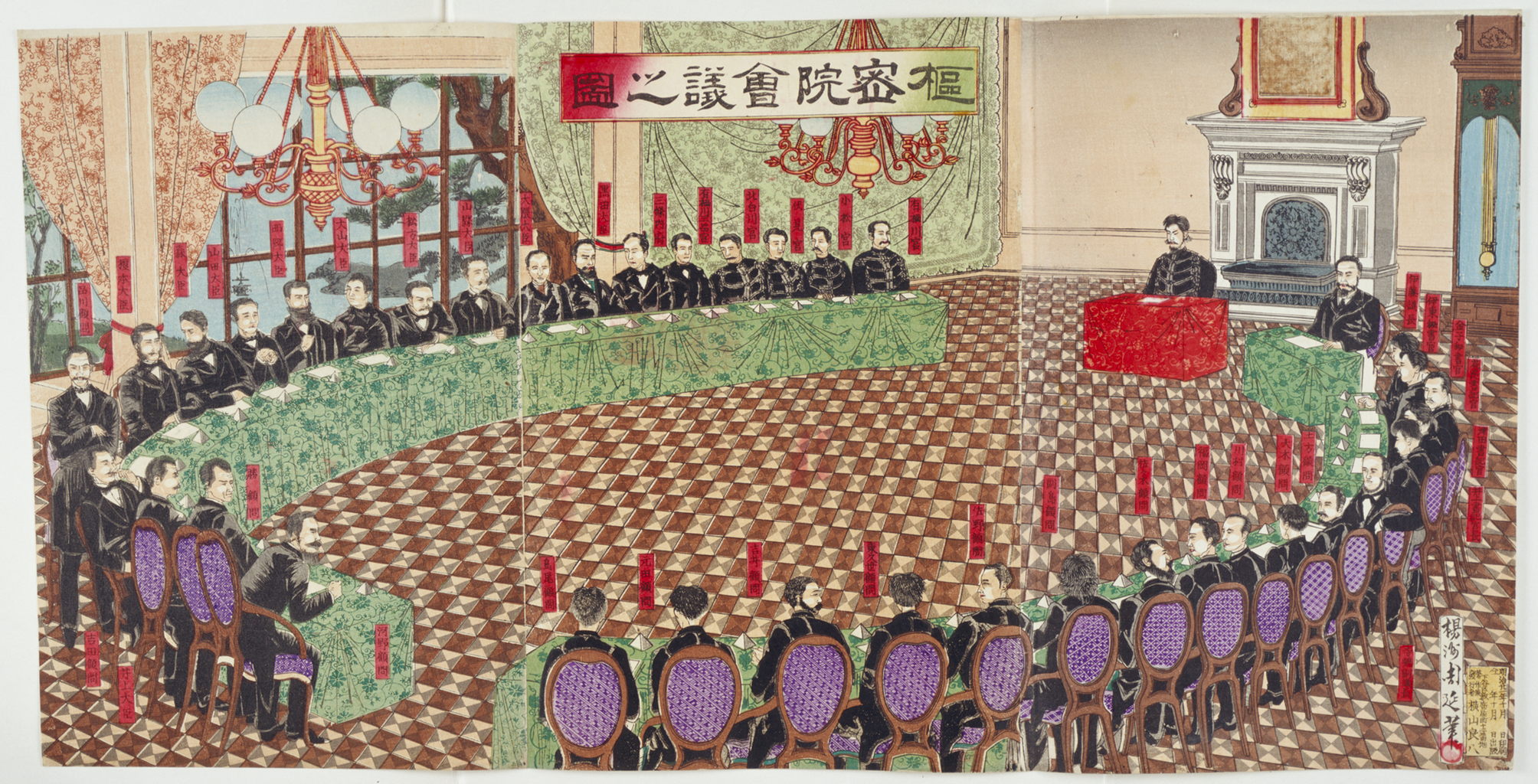
楊洲周延「枢密院会議之図」（1888年）

会議は天皇の親臨を仰いで開くのを原則とする（枢密院官制1条）。
枢密院官制8条に「枢密院は行政及び立法の事に関し天皇の至高顧問たりと雖も施政に干渉することなし」と、事務規程2条に「枢密院は帝国議会若しくは其一院又は官署または臣民より請願上書其他通信を受領することを得ず」、3条に「枢密院は内閣及び各省大臣とのみ公務上の交渉を有し其他の官署帝国議会又は官民との間に文書を往復し又は其他の交渉を有することを得ず」と規定される。すなわち枢密院は内閣および各省大臣と交渉し得るのみで、その他の官庁、帝国議会または人民と文書を往復し、またはその他の交渉をすることはできない。

### 定足数
会議は顧問官10名以上の出席がなければ会議を開くことはできないとされていた（枢密院官制9条）。
各大臣は職権上、顧問官としての地位を有し、議席に列し、表決権を有するが、大臣を除外したうえで定足数を10名としたのは、当時の内閣員が内閣総理大臣および各省大臣（宮内大臣は除く）の計10名で、これより少数ではいけないからであるという。

### 会議首席
会議首席は枢密院議長が務めるが、議長に事故のあるときは副議長が、議長、副議長ともに事故のあるときは顧問官が席次によって会議首席となる（枢密院官制10条）。

### 議決
議事は多数決で可否同数の場合は会議首席が決するところによる（枢密院官制12条）。

### 審査報告書
議長は枢密院に到達する事項は書記官長に下付して審査させ、会議に付すべき事項の報告を調製させるのを通例とする（事務規程4条）が、必要と認める場合は親ら報告の任に当たり、または顧問官の1人もしくは数人に委任することができる（事務規程4条2項）。
報告は顧問官が行なう場合でも書記官長が行なう場合でも審査報告書は議長に提出する。
審査報告書は附属文書とともに会議を開く日から少なくとも3日以前に各員に配達しなければならない（事務規程5条、7条）。

### 議決した意見
枢密院が議決した意見は議長から天皇に上奏し、同時に内閣総理大臣に通報しなければならない（事務規程13条）。
会議の議事筆記は議長および書記官または出席書記官が署名し、正確を表明する（事務規程14条）。

### 記録
明治21年の創設から昭和22年の廃止に至るまでの枢密院の会議関係文書は、ほぼすべて国立公文書館にて公開されており、ネット上でも閲覧できる。ただし一部例外として、昭和20年8月15日より以降の本会議議事録など、当初非公開のままになっている文書もあった。歴史学者の吉田裕は非公開の理由について、「記録非公開の時期は、親王が本会議に出席していた時期と一致している」と指摘した上で、「直宮（天皇の子や兄弟である宮）がかなり自由に発言をしていたようである。おそらく記録の非公開は、直宮をはじめとする皇族の政治的発言を『封印』するための措置だろうと思われる」と推測していた。2022年現在では、三笠宮崇仁親王が皇室議員として出席し発言している、日本国憲法の草案審議をしていた6月8日の枢密院本会議の記録を含め公開されている。

## 内閣との関係
枢密院と内閣の政策が対立した場合、話し合いによりどちらかが譲歩するケースが多かったが、1927年（昭和2年）には台湾銀行救済のための第1次若槻内閣による緊急勅令案を19対11で否決し内閣を総辞職に追い込んだ。これは枢密院によって内閣が倒れた唯一の例である。とはいえ、枢密院で議案が否決されたからといって内閣が総辞職しなければならないという規定はなく、この場面で辞職に踏み切ったのは若槻の性格の弱さによるものと言われる。
似たような問題として、1930年（昭和5年）、濱口内閣におけるロンドン海軍軍縮条約の批准問題がある。このときは、条約批准を目指す政府（立憲民政党濱口雄幸）と、枢密院、海軍の軍令部、鳩山一郎らを中心とする野党立憲政友会が対立し、内閣が軍部の意向に反して軍縮を断行するのは天皇の統帥権を侵すものである（統帥権干犯）との非難が浴びせられ、加藤寛治軍令部長による帷幄上奏まで行われ、枢密院でも反濱口内閣の動きが大いに顕在化した。しかし、濱口首相は元老西園寺公望や、憲法学者の美濃部達吉や佐々木惣一、世論の支持を背景として枢密院に対して断固とした態度で臨み、枢密院のボスとして知られた大物顧問官の伊東巳代治が要求した資料の提出を拒むほどであった。『東京日日新聞』をはじめとする大新聞も猛烈な枢密院批判で内閣を擁護し、枢密院の議員は内閣の奏請で罷免できると指摘するなど健筆を振るった。こうして枢密院側が折れて濱口内閣は条約批准を達成した。
これほどの対立には至らなくとも、明治から大正にかけて山縣有朋が枢密院を盾に反政党的な策動を行っており、山縣の死後も1928年（昭和3年）の不戦条約批准問題等において策動した。

## 庁舎
発足当初、会議は赤坂仮御所別殿（御会食所）で開かれ、明治宮殿完成とともに宮殿内に移った。別殿は大日本帝国憲法審議の場でもあり、のちに憲法記念館（現在の明治記念館）として保存された。
その後、現在の国会議事堂に庁舎が設けられ、1921年（大正10年）には宮城内桔梗門近くに移転・新築された。後に建築される議事堂の小規模版として、臨時議院建築局の矢橋賢吉が設計した。鉄筋コンクリート2階建て構造、延べ面積約1700平方メートル。
戦後は最高裁判所庁舎や皇宮警察本部庁舎として使用されたが、1984年（昭和59年）より使用されなくなり、建物内に鳥の巣ができるほど荒廃した。2006年（平成18年）より約5億5000万円かけて改修工事が行われ、2012年（平成24年）に完了。2013年（平成25年）から再び、皇宮警察本部庁舎（本部長室・警務課等）として使用されている。

## 枢密院を構成した人物

### 歴代議長
| 代 | 氏名       | 在職期間                                               |
| -- | ---------- | ------------------------------------------------------ |
| １ | 伊藤博文   | 1888年（明治21年）4月30日 - 1889年（明治22年）10月30日 |
| ２ | 大木喬任   | 1889年（明治22年）12月24日 - 1891年（明治24年）6月1日  |
| ３ | 伊藤博文   | 1891年（明治24年）6月1日 - 1892年（明治25年）8月8日    |
| ４ | 大木喬任   | 1892年（明治25年）8月8日 - 1893年（明治26年）3月11日   |
| ５ | 山縣有朋   | 1893年（明治26年）3月11日 - 1894年（明治27年）12月18日 |
| ６ | 黒田清隆   | 1895年（明治28年）3月17日 - 1900年（明治33年）8月25日  |
| ７ | 西園寺公望 | 1900年（明治33年）10月27日 - 1903年（明治36年）7月13日 |
| ８ | 伊藤博文   | 1903年（明治36年）7月13日 - 1905年（明治38年）12月21日 |
| ９ | 山縣有朋   | 1905年（明治38年）12月21日 - 1909年（明治42年）6月14日 |
| 10 | 伊藤博文   | 1909年（明治42年）6月14日 - 1909年（明治42年）10月26日 |
| 11 | 山縣有朋   | 1909年（明治42年）11月17日 - 1922年（大正11年）2月1日  |
| 12 | 清浦奎吾   | 1922年（大正11年）2月8日 - 1924年（大正13年）1月7日    |
| 13 | 濱尾新     | 1924年（大正13年）1月13日 - 1925年（大正14年）9月25日  |
| 14 | 穂積陳重   | 1925年（大正14年）10月1日 - 1926年（大正15年）4月8日   |
| 15 | 倉富勇三郎 | 1926年（大正15年）4月12日 - 1934年（昭和9年）5月3日    |
| 16 | 一木喜徳郎 | 1934年（昭和9年）5月3日 - 1936年（昭和11年）3月13日    |
| 17 | 平沼騏一郎 | 1936年（昭和11年）3月13日 - 1939年（昭和14年）1月5日   |
| 18 | 近衛文麿   | 1939年（昭和14年）1月5日 - 1940年（昭和15年）6月24日   |
| 19 | 原嘉道     | 1940年（昭和15年）6月24日 - 1944年（昭和19年）8月7日   |
| 20 | 鈴木貫太郎 | 1944年（昭和19年）8月10日 - 1945年（昭和20年）4月7日   |
| 21 | 平沼騏一郎 | 1945年（昭和20年）4月9日 - 1945年（昭和20年）12月3日   |
| 22 | 鈴木貫太郎 | 1945年（昭和20年）12月15日 - 1946年（昭和21年）6月13日 |
| 23 | 清水澄     | 1946年（昭和21年）6月13日 - 1947年（昭和22年）5月2日   |

太字...内閣総理大臣経験者

### 歴代副議長
| 代 | 氏名       | 在職期間                                               |
| -- | ---------- | ------------------------------------------------------ |
| 1  | 寺島宗則   | 1888年（明治21年）5月10日 - 1891年（明治24年）9月10日  |
| 2  | 副島種臣   | 1891年（明治24年）9月10日 - 1892年（明治25年）3月11日  |
| 3  | 東久世通禧 | 1892年（明治25年）3月17日 - 1912年（明治45年）1月4日   |
| 4  | 芳川顕正   | 1912年（明治45年）1月9日 - 1917年（大正6年）3月20日    |
| 5  | 清浦奎吾   | 1917年（大正6年）3月20日 - 1922年（大正11年）2月8日    |
| 6  | 濱尾新     | 1922年（大正11年）2月15日 - 1924年（大正13年）1月13日  |
| 7  | 一木喜徳郎 | 1924年（大正13年）1月14日 - 1925年（大正14年）3月30日  |
| 8  | 穂積陳重   | 1925年（大正14年）3月30日 - 1925年（大正14年）10月1日  |
| 9  | 岡野敬次郎 | 1925年（大正14年）10月1日 - 1925年（大正14年）12月23日 |
| 10 | 倉富勇三郎 | 1925年（大正14年）12月28日 - 1926年（大正15年）4月12日 |
| 11 | 平沼騏一郎 | 1926年（大正15年）4月12日 - 1936年（昭和11年）3月13日  |
| 12 | 荒井賢太郎 | 1936年（昭和11年）3月13日 - 1938年（昭和13年）1月29日  |
| 13 | 原嘉道     | 1938年（昭和13年）2月3日 - 1940年（昭和15年）6月24日   |
| 14 | 鈴木貫太郎 | 1940年（昭和15年）6月24日 - 1944年（昭和19年）8月10日  |
| 15 | 清水澄     | 1944年（昭和19年）8月10日 - 1946年（昭和21年）6月13日  |
| 16 | 潮恵之輔   | 1946年（昭和21年）6月13日 - 1947年（昭和22年）5月2日   |

太字....内閣総理大臣経験者
※歴代枢密院書記官長は書記官長を参照。

### 顧問官一覧
計200名が任命されている。以下任命順。
| 氏名         | 在職期間                                                |
| ------------ | ------------------------------------------------------- |
| 大木喬任     | 1888年（明治21年）4月30日 - 1889年（明治22年）12月24日  |
| 川村純義     | 1888年（明治21年）4月30日 - 1904年（明治37年）8月12日   |
| 福岡孝弟     | 1888年（明治21年）4月30日 - 1919年（大正8年）3月7日     |
| 佐佐木高行   | 1888年（明治21年）4月30日 - 1910年（明治43年）3月2日    |
| 寺島宗則     | 1888年（明治21年）4月30日 - 1888年（明治21年）5月10日   |
| 副島種臣     | 1888年（明治21年）4月30日 - 1891年（明治24年）9月10日   |
| 佐野常民     | 1888年（明治21年）4月30日 - 1892年（明治25年）7月14日   |
| 東久世通禧   | 1888年（明治21年）4月30日 - 1890年（明治23年）10月24日  |
| 吉井友実     | 1888年（明治21年）4月30日 - 1891年（明治24年）4月22日   |
| 品川弥二郎   | 1888年（明治21年）4月30日 - 1891年（明治24年）6月1日    |
| 勝安芳       | 1888年（明治21年）4月30日 - 1899年（明治32年）1月21日   |
| 河野敏鎌     | 1888年（明治21年）4月30日 - 1892年（明治25年）3月14日   |
| 土方久元     | 1888年（明治21年）5月10日 - 1893年（明治26年）3月9日    |
| 吉田清成     | 1888年（明治21年）5月10日 - 1891年（明治24年）8月3日    |
| 元田永孚     | 1888年（明治21年）5月10日 - 1891年（明治24年）1月22日   |
| 鳥尾小弥太   | 1888年（明治21年）6月14日 - 1890年（明治23年）5月28日   |
| 野村靖       | 1888年（明治21年）11月20日 - 1891年（明治24年）3月26日  |
| 黒田清隆     | 1889年（明治22年）10月25日 - 1892年（明治25年）8月8日   |
| 青木周蔵     | 1889年（明治22年）11月8日 - 1889年（明治22年）12月24日  |
| 大隈重信     | 1889年（明治22年）12月24日 - 1891年（明治24年）11月12日 |
| 榎本武揚     | 1890年（明治23年）5月17日 - 1891年（明治24年）5月29日   |
| 田中不二麿   | 1890年（明治23年）6月27日 - 1891年（明治24年）6月1日    |
| 井上毅       | 1890年（明治23年）7月19日 - 1893年（明治26年）3月7日    |
| 尾崎忠治     | 1890年（明治23年）8月21日 - 1905年（明治38年）10月16日  |
| 柳原前光     | 1890年（明治23年）11月18日 - 1891年（明治24年）7月25日  |
| 大山巌       | 1891年（明治24年）5月17日 - 1892年（明治25年）8月8日    |
| 東久世通禧   | 1891年（明治24年）7月21日 - 1892年（明治25年）3月17日   |
| 海江田信義   | 1891年（明治24年）9月5日 - 1906年（明治39年）10月27日   |
| 寺島宗則     | 1891年（明治24年）9月10日 - 1893年（明治26年）6月7日    |
| 西郷従道     | 1892年（明治25年）1月28日 - 1892年（明治25年）6月30日   |
| 山田顕義     | 1892年（明治25年）1月28日 - 1892年（明治25年）11月14日  |
| 品川弥二郎   | 1892年（明治25年）3月11日 - 1892年（明治25年）6月30日   |
| 陸奥宗光     | 1892年（明治25年）3月14日 - 1892年（明治25年）8月8日    |
| 副島種臣     | 1892年（明治25年）6月8日 - 1905年（明治38年）1月31日    |
| 榎本武揚     | 1892年（明治25年）8月8日 - 1894年（明治27年）1月22日    |
| 佐野常民     | 1892年（明治25年）8月8日 - 1902年（明治35年）12月7日    |
| 高島鞆之助   | 1892年（明治25年）8月8日 - 1895年（明治28年）9月27日    |
| 樺山資紀     | 1892年（明治25年）8月8日 - 1894年（明治27年）7月17日    |
| 田中不二麿   | 1892年（明治25年）8月17日 - 1909年（明治42年）2月1日    |
| 河野敏鎌     | 1893年（明治26年）3月7日 - 1893年（明治26年）11月14日   |
| 仁礼景範     | 1893年（明治26年）3月11日 - 1900年（明治33年）11月22日  |
| 野村靖       | 1893年（明治26年）11月10日 - 1894年（明治27年）10月15日 |
| 細川潤次郎   | 1893年（明治26年）11月10日 - 1923年（大正12年）7月20日  |
| 河瀬真孝     | 1894年（明治27年）2月10日 - 1919年（大正8年）9月29日    |
| 西園寺公望   | 1894年（明治27年）5月10日 - 1894年（明治27年）10月3日   |
| 中牟田倉之助 | 1894年（明治27年）7月17日 - 1916年（大正5年）3月30日    |
| 大鳥圭介     | 1894年（明治27年）11月10日 - 1911年（明治44年）6月15日  |
| 三好重臣     | 1894年（明治27年）12月18日 - 1897年（明治30年）9月11日  |
| 九鬼隆一     | 1895年（明治28年）6月25日 - 1931年（昭和6年）8月18日    |
| 高崎正風     | 1895年（明治28年）6月25日 - 1912年（明治45年）2月28日   |
| 鳥尾小弥太   | 1895年（明治28年）6月25日 - 1905年（明治38年）4月13日   |
| 樺山資紀     | 1896年（明治29年）6月2日 - 1896年（明治29年）9月20日    |
| 西徳二郎     | 1897年（明治30年）3月18日 - 1897年（明治30年）11月6日   |
| 杉孫七郎     | 1897年（明治30年）9月11日 - 1920年（大正9年）5月3日     |
| 蜂須賀茂韶   | 1897年（明治30年）11月6日 - 1918年（大正7年）2月11日    |
| 清岡公張     | 1898年（明治31年）3月18日 - 1901年（明治34年）2月25日   |
| 平田東助     | 1898年（明治31年）11月9日 - 1898年（明治31年）12月2日   |
| 高島鞆之助   | 1899年（明治32年）2月14日 - 1916年（大正5年）1月11日    |
| 伊東巳代治   | 1899年（明治32年）3月28日 - 1934年（昭和9年）2月19日    |
| 品川弥二郎   | 1899年（明治32年）7月15日 - 1900年（明治33年）2月26日   |
| 岩倉具定     | 1900年（明治33年）2月13日 - 1910年（明治43年）6月16日   |
| 野村靖       | 1900年（明治33年）3月9日 - 1910年（明治43年）1月24日    |
| 林友幸       | 1900年（明治33年）4月16日 - 1907年（明治40年）11月8日   |
| 黒田清綱     | 1900年（明治33年）4月16日 - 1917年（大正6年）3月23日    |
| 西徳二郎     | 1901年（明治34年）11月25日 - 1912年（明治45年）3月13日  |
| 青木周蔵     | 1901年（明治34年）11月25日 - 1906年（明治39年）1月7日   |
| 山縣有朋     | 1903年（明治36年）7月13日 - 1905年（明治38年）12月21日  |
| 松方正義     | 1903年（明治36年）7月13日 - 1917年（大正6年）5月2日     |
| 近衛篤麿     | 1903年（明治36年）12月4日 - 1904年（明治37年）1月2日    |
| 樺山資紀     | 1904年（明治37年）10月21日 - 1922年（大正11年）2月8日   |
| 税所篤       | 1905年（明治38年）4月28日 - 1910年（明治43年）6月21日   |
| 伊藤博文     | 1906年（明治39年）1月9日 - 1909年（明治42年）10月26日   |
| 小村壽太郎   | 1906年（明治39年）1月9日 - 1912年（大正元年）11月26日   |
| 金子堅太郎   | 1906年（明治39年）1月9日 - 1942年（昭和17年）5月16日    |
| 末松謙澄     | 1906年（明治39年）3月3日 - 1920年（大正9年）10月6日     |
| 清浦奎吾     | 1906年（明治39年）4月13日 - 1917年（大正6年）3月20日    |
| 曾禰荒助     | 1906年（明治39年）4月13日 - 1907年（明治40年）9月21日   |
| 南部甕男     | 1906年（明治39年）7月3日 - 1923年（大正12年）9月19日    |
| 加藤弘之     | 1906年（明治39年）12月10日 - 1916年（大正5年）2月9日    |
| 本田親雄     | 1907年（明治40年）9月21日 - 1910年（明治43年）3月1日    |
| 青木周蔵     | 1908年（明治41年）2月6日 - 1914年（大正3年）2月16日     |
| 都筑馨六     | 1909年（明治42年）2月23日 - 1923年（大正12年）7月5日    |
| 大給恒       | 1909年（明治42年）2月23日 - 1911年（明治44年）1月6日    |
| 山縣有朋     | 1909年（明治42年）6月14日 - 1910年（明治43年）11月17日  |
| 香川敬三     | 1909年（明治42年）6月16日 - 1915年（大正4年）3月18日    |
| 渡辺千秋     | 1909年（明治42年）6月16日 - 1911年（明治44年）4月1日    |
| 牧野伸顕     | 1909年（明治42年）11月17日 - 1921年（大正10年）2月19日  |
| 芳川顕正     | 1910年（明治43年）2月3日 - 1912年（明治45年）1月9日     |
| 松平正直     | 1910年（明治43年）10月14日 - 1915年（大正4年）4月20日   |
| 三浦梧楼     | 1910年（明治43年）10月14日 - 1924年（大正13年）1月22日  |
| 船越衛       | 1910年（明治43年）10月14日 - 1913年（大正2年）12月23日  |
| 濱尾新       | 1911年（明治44年）8月14日 - 1922年（大正11年）2月15日   |
| 花房義質     | 1911年（明治44年）12月25日 - 1917年（大正6年）7月9日    |
| 周布公平     | 1912年（明治45年）1月9日 - 1913年（大正2年）7月31日     |
| 菊池大麓     | 1912年（明治45年）5月8日 - 1917年（大正6年）8月20日     |
| 北垣国道     | 1912年（明治45年）5月8日 - 1916年（大正5年）1月16日     |

- 大正時代
  - 曾我祐準、1915年（大正4年）4月27日 - 1923年（大正12年）12月28日
  - 小松原英太郎、1916年（大正5年）1月13日 - 1919年（大正8年）12月26日
  - 穂積陳重、1916年（大正5年）1月26日 - 1925年（大正14年）3月30日
  - 安広伴一郎、1916年（大正5年）3月4日 - 1924年（大正13年）6月22日
  - 岡部長職、1916年（大正5年）4月8日 - 1925年（大正14年）12月27日
  - 黒木為楨、1917年（大正6年）4月27日 - 1923年（大正12年）2月4日
  - 有地品之允、1917年（大正6年）4月27日 - 1919年（大正8年）1月17日
  - 一木喜徳郎、1917年（大正6年）8月14日 - 1924年（大正13年）1月14日
  - 久保田譲、1917年（大正6年）11月3日 - 1936年（昭和11年）4月14日
  - 富井政章、1918年（大正7年）4月18日 - 1935年（昭和10年）9月14日
  - 芳川顕正、1919年（大正8年）3月13日 - 1920年（大正9年）1月10日
  - 井上勝之助、1919年（大正8年）3月13日 - 1929年（昭和4年）11月3日
  - 平山成信、1919年（大正8年）10月27日 - 1929年（昭和4年）9月25日
  - 石黒忠悳、1920年（大正9年）2月17日 - 1936年（昭和11年）12月24日
  - 有松英義、1920年（大正9年）2月17日 - 1927年（昭和2年）9月25日
  - 珍田捨巳、1920年（大正9年）10月22日 - 1929年（昭和4年）1月16日
  - 松岡康毅、1920年（大正9年）10月22日 - 1923年（大正12年）9月5日
  - 倉富勇三郎、1920年（大正9年）10月22日 - 1925年（大正14年）12月28日
  - 中村雄次郎、1922年（大正11年）2月15日 - 1928年（昭和3年）10月20日
  - 山縣伊三郎、1922年（大正11年）11月4日 - 1927年（昭和2年）9月24日
  - 山川健次郎、1923年（大正12年）2月26日 - 1931年（昭和6年）6月26日
  - 武井守正、1923年（大正12年）7月12日 - 1926年（大正15年）12月4日
  - 目賀田種太郎、1923年（大正12年）9月26日 - 1926年（大正15年）9月10日
  - 仲小路廉、1923年（大正12年）9月26日 - 1924年（大正13年）1月17日
  - 大森鍾一、1923年（大正12年）9月26日 - 1927年（昭和2年）3月3日
  - 黒田長成、1924年（大正13年）1月14日 - 1939年（昭和14年）8月14日
  - 古市公威、1924年（大正13年）1月14日 - 1934年（昭和9年）1月28日
  - 平沼騏一郎、1924年（大正13年）2月2日 - 1926年（大正15年）4月12日
  - 松室致、1924年（大正13年）4月5日 - 1931年（昭和6年）2月16日
  - 江木千之、1924年（大正13年）6月28日 - 1932年（昭和7年）8月22日
  - 内田康哉、1925年（大正14年）3月30日 - 1929年（昭和4年）6月26日
  - 八代六郎、1925年（大正14年）12月28日 - 1930年（昭和5年）6月30日
  - 櫻井錠二、1926年（大正15年）1月19日 - 1939年（昭和14年）1月28日
  - 田健治郎、1926年（大正15年）5月10日 - 1930年（昭和5年）11月16日
  - 荒井賢太郎、1926年（大正15年）10月2日 - 1936年（昭和11年）3月13日
- 昭和時代
  - 河合操、1927年（昭和2年）5月18日 - 1941年（昭和16年）10月11日
  - 石原健三、1927年（昭和2年）5月18日 - 1936年（昭和11年）9月4日
  - 斎藤実、1927年（昭和2年）12月17日 - 1929年（昭和4年）8月17日
  - 鎌田栄吉、1927年（昭和2年）12月17日 - 1934年（昭和9年）2月5日
  - 鈴木貫太郎、1929年（昭和4年）2月14日 - 1940年（昭和15年）6月24日
  - 石井菊次郎、1929年（昭和4年）2月14日 - 1945年（昭和20年）5月25日
  - 水町袈裟六、1929年（昭和4年）11月22日 - 1934年（昭和9年）7月10日
  - 岡田良平、1929年（昭和4年）11月22日 - 1934年（昭和9年）3月23日
  - 福田雅太郎、1930年（昭和5年）4月18日 - 1932年（昭和7年）6月1日
  - 有馬良橘、1931年（昭和6年）12月26日 - 1944年（昭和19年）5月1日
  - 原嘉道、1931年（昭和6年）12月26日 - 1938年（昭和13年）2月3日
  - 窪田静太郎、1932年（昭和7年）1月27日 - 1946年（昭和21年）10月6日
  - 栗野慎一郎、1932年（昭和7年）1月27日 - 1937年（昭和12年）11月15日
  - 元田肇、1932年（昭和7年）1月27日 - 1938年（昭和13年）10月1日
  - 鈴木荘六、1932年（昭和7年）7月28日 - 1940年（昭和15年）2月20日
  - 石塚英蔵、1934年（昭和9年）3月29日 - 1942年（昭和17年）7月28日
  - 阪本釤之助、1934年（昭和9年）3月29日 - 1936年（昭和11年）12月16日
  - 石渡敏一、1934年（昭和9年）3月29日 - 1937年（昭和12年）11月18日
  - 清水澄、1934年（昭和9年）6月15日 - 1944年（昭和19年）8月10日
  - 藤沢幾之輔、1934年（昭和9年）6月15日 - 1940年（昭和15年）4月3日
  - 林権助、1934年（昭和9年）7月17日 - 1939年（昭和14年）6月27日
  - 上山満之進、1935年（昭和10年）12月9日 - 1938年（昭和13年）7月30日
  - 南弘、1936年（昭和11年）12月24日 - 1946年（昭和21年）2月8日
  - 田中隆三、1936年（昭和11年）12月24日 - 1940年（昭和15年）12月6日
  - 奈良武次、1937年（昭和12年）5月14日 - 1946年（昭和21年）4月17日
  - 荒木寅三郎、1937年（昭和12年）5月14日 - 1942年（昭和17年）1月28日
  - 松井慶四郎、1938年（昭和13年）2月3日 - 1946年（昭和21年）6月4日
  - 菅原通敬、1938年（昭和13年）2月3日 - 1946年（昭和21年）12月18日
  - 松浦鎮次郎、1938年（昭和13年）2月3日 - 1940年（昭和15年）1月16日
  - 潮恵之輔、1938年（昭和13年）12月6日 - 1946年（昭和21年）6月13日
  - 林頼三郎、1938年（昭和13年）12月6日 - 1947年（昭和22年）5月2日
  - 深井英五、1938年（昭和13年）12月6日 - 1945年（昭和20年）10月21日
  - 真野文二、1939年（昭和14年）8月26日 - 1946年（昭和21年）10月17日
  - 二上兵治、1939年（昭和14年）8月26日 - 1945年（昭和20年）11月19日
  - 渡辺千冬、1939年（昭和14年）8月26日 - 1940年（昭和15年）4月18日
  - 大島健一、1940年（昭和15年）4月17日 - 1946年（昭和21年）4月17日
  - 小幡酉吉、1940年（昭和15年）4月17日 - 1947年（昭和22年）5月2日
  - 竹越与三郎、1940年（昭和15年）4月17日 - 1947年（昭和22年）5月2日
  - 三土忠造、1940年（昭和15年）7月24日 - 1946年（昭和21年）1月13日
  - 松浦鎮次郎、1940年（昭和15年）7月24日 - 1945年（昭和20年）9月28日
  - 伊沢多喜男、1940年（昭和15年）12月26日 - 1947年（昭和22年）5月2日
  - 池田成彬、1941年（昭和16年）10月30日 - 1945年（昭和20年）12月18日
  - 南次郎、1942年（昭和17年）5月29日 - 1945年（昭和20年）3月29日
  - 泉二新熊、1942年（昭和17年）5月29日 - 1946年（昭和21年）4月17日
  - 平生釟三郎、1943年（昭和18年）4月28日 - 1945年（昭和20年）11月27日
  - 野村吉三郎、1944年（昭和19年）5月18日 - 1946年（昭和21年）6月13日
  - 百武三郎、1944年（昭和19年）9月1日 - 1946年（昭和21年）4月17日
  - 櫻内幸雄、1945年（昭和20年）5月19日 - 1946年（昭和21年）4月17日
  - 本庄繁、1945年（昭和20年）5月19日 - 1945年（昭和20年）11月20日
  - 芳澤謙吉、1945年（昭和20年）8月7日 - 1946年（昭和21年）4月17日
  - 河原春作、1945年（昭和20年）11月20日 - 1947年（昭和22年）5月2日
  - 井坂孝、1945年（昭和20年）11月20日 - 1946年（昭和21年）6月13日
  - 美濃部達吉、1946年（昭和21年）1月26日 - 1947年（昭和22年）5月2日
  - 遠藤源六、1946年（昭和21年）3月19日 - 1947年（昭和22年）5月2日
  - 関屋貞三郎、1946年（昭和21年）3月19日 - 1947年（昭和22年）5月2日
  - 幣原坦、1946年（昭和21年）3月19日 - 1947年（昭和22年）5月2日
  - 大平駒槌、1946年（昭和21年）3月19日 - 1947年（昭和22年）5月2日
  - 林毅陸、1946年（昭和21年）6月10日 - 1947年（昭和22年）5月2日
  - 河本文一、1946年（昭和21年）6月10日 - 1947年（昭和22年）5月2日
  - 西野元、1946年（昭和21年）6月10日 - 1947年（昭和22年）5月2日
  - 松平恒雄、1946年（昭和21年）6月10日 - 1947年（昭和22年）3月27日
  - 樺山愛輔、1946年（昭和21年）6月10日 - 1947年（昭和22年）5月2日
  - 藤沼庄平、1946年（昭和21年）7月12日 - 1947年（昭和22年）3月12日
  - 柳田國男、1946年（昭和21年）7月12日 - 1947年（昭和22年）5月2日
  - 小坂順造、1946年（昭和21年）8月29日 - 1947年（昭和22年）5月2日
  - 佐藤尚武、1946年（昭和21年）11月28日 - 1947年（昭和22年）5月2日
  - 加藤正治、1947年（昭和22年）1月7日 - 1947年（昭和22年）5月2日
  - 中川望、1947年（昭和22年）1月9日 - 1947年（昭和22年）5月2日
  - 八田善之進、1947年（昭和22年）1月9日 - 1947年（昭和22年）5月2日